# Cepillo del pelo

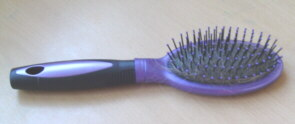
Cepillo para el cabello.

El cepillo del cabello es un cepillo utilizado para higiene personal que sirve para desenredar y peinar el cabello. Consta de un cabezal en el que se disponen una serie de púas rígidas o semirrígidas y un mango para sostenerlo más fácilmente.
El cepillo se usa deslizándo suavemente por el cabello, desde el nacimiento hacia afuera y terminando en las puntas. Según el material del que están hechos pueden ser de madera, metal, plástico. Las púas pueden ser de dos tipos: 
- Naturales, de pelo de jabalí. Son las más caras y existen de diversos grosores. Son especialmente útiles para alisar el cabello.
- Artificiales, de nailon. Existen de diversos grosores y longitud. Son recomendables las que terminan en una punta roma para no dañar el cuero cabelludo.

Los cepillos se venden en droguerías, perfumerías, grandes almacenes o farmacias y se utilizan para el cuidado personal tanto en el hogar como en establecimientos de peluquería.

## Tipos de cepillos
Se pueden distinguir los siguientes tipos de cepillos:

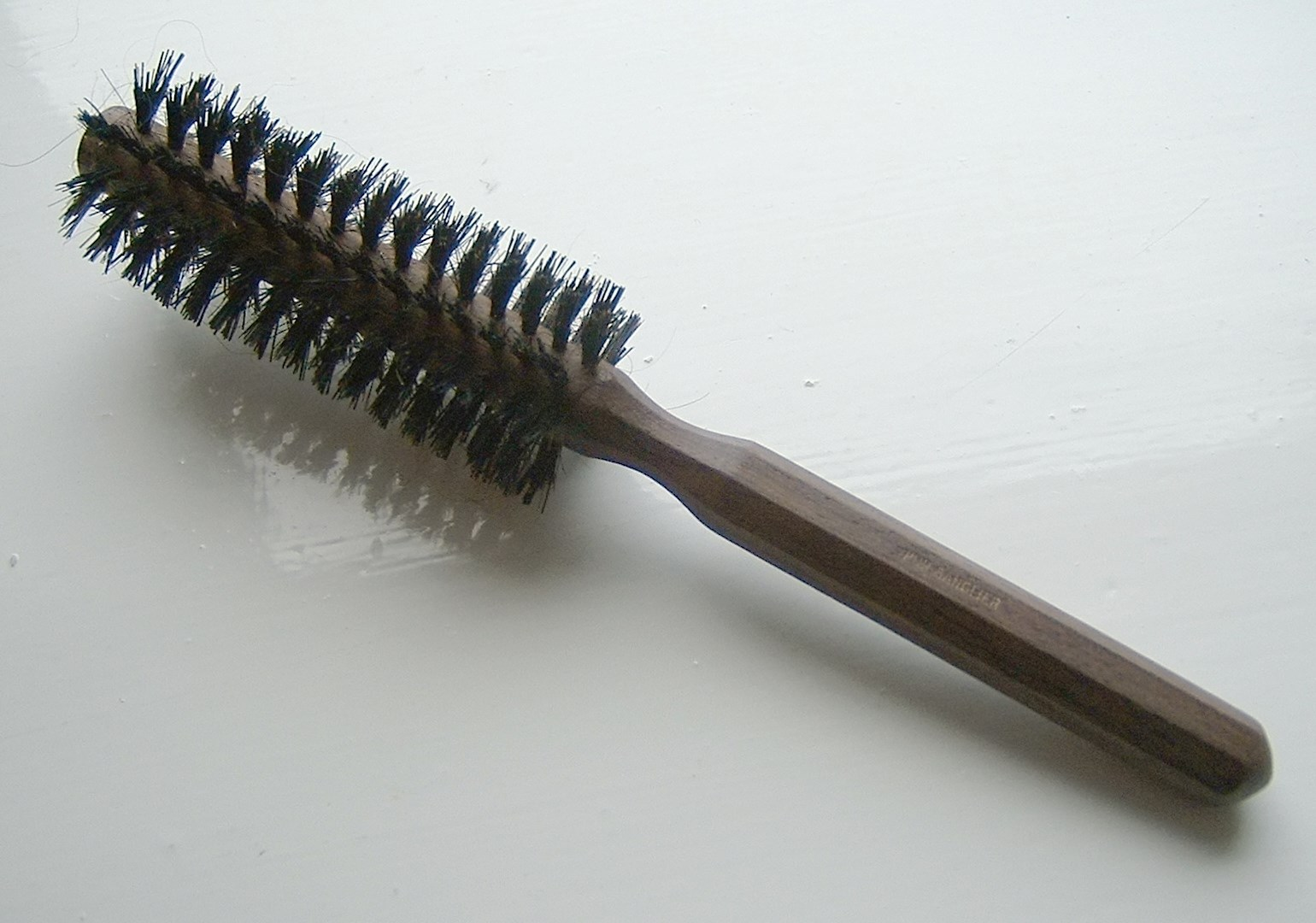
Cepillo redondo.

- Cepillos redondos. Tiene púas en todo su perímetro. Se utilizan para moldear el cabello, creando rizos y ondas o simplemente alisarlo durante el secado. Cuanto más pequeño es el[1] cepillo más pequeños son los rizos que se forman. Dentro de los redondos, se encuentran los cepillos térmicos. Están fabricados de metal y se les aplica calor. Se utilizan para dar forma a los cabellos mojados.
- Cepillos planos. Se utiliza para eliminar los nudos, las impurezas y el cabello que se cae.
- Cepillos acolchados. Las púas van insertadas en una almohadilla en la cabeza del cepillo. Son habituales para cualquier tipo de cabello y para uso diario.
- Peinetas o peines verticales. Son peines con púas muy anchas que permiten tratar el cabello delicadamente sin dañarlo.
- Cepillos eléctricos. Son aquellos que utilizan la electricidad para mejorar las características del cabello, por ejemplo el cepillo con tecnología iónica.

También existen cepillos destinados a desenredar y peinar el pelo de los animales. Los cepillos para gatos pueden ser de púas finas de metal en cuyo caso se usan para desenredar o de cerdas finas que sirven para alisar y peinar. En los caballos, se utiliza para quitar la suciedad del pelo, la crin y la cola y se llama rasqueta.